# أوينوي
أوينوي (Οινόη) هي قرية في إقليم أتيكا في اليونان.